# 美國聯盟分區賽
美國聯盟分區賽（American League Division Series，簡稱）是美國職棒大聯盟季後賽的第二輪比賽，決定哪兩支球隊可以晉級美聯冠軍賽。分區賽是先由分區冠軍戰績最差的隊伍跟外卡第三隊伍交戰的勝隊以及外卡第一隊伍及第二隊伍的勝隊挑戰分區冠軍戰績較好的二隊，進行兩個五戰三勝制的系列賽。

## 歷史
在1993年球季後，大聯盟當局決定將兩個聯盟各自重新劃分為3個分區，並催生分區賽制度。不過由於罷工，使得這個制度直到1995年球季才正式實施。在這之前，1981年也是因為罷工而縮短球季，為了更吸引球迷眼光，以及彌補因罷工造成的損失，兩個分區分別進行一輪季後賽，以罷工期間為分隔，將球季分為上、下半季，由兩個半季的戰績最佳隊伍先進行一回合五戰三勝制的系列賽，再晉級聯盟冠軍賽，這也可以算是最早的分區賽。最後，紐約洋基以3勝2負擊敗密爾瓦基釀酒人，拿下美聯東區；而運動家則是橫掃堪薩斯市皇家，拿下美聯西區。
到目前為止，洋基是參與分區賽次數最多的，有24次。

## 決定對戰組合
1998年之後，外卡球隊會先與所屬分區之外戰績較佳的隊伍對戰，另外兩支隊伍也是同樣地進行分區賽。兩個分區賽的勝隊再晉級七戰四勝制的美聯冠軍賽。季賽戰績較佳的隊伍有主場優勢，但外卡在分區賽及冠軍賽都沒有主場優勢。
從2007年開始，大聯盟當局採用一項讓季賽戰績最佳隊伍有些微優勢的新規定。為了方便轉播單位將轉播時間錯開，兩個分區賽各自採用兩個中間有兩天休兵日的行程之一。從2007年開始，在徵詢過工會的意見後，大聯盟決定要讓戰績最佳的球隊可以自由選擇要採用七天（1-2-休-3-4-休-5）的賽事安排或是八天（1-休-2-休-3-4-休-5）。至於對戰對象還是跟過去一樣，由戰績決定。國聯分區賽則沒有採這個規定，因為兩邊賽程交錯安排的方式不盡相同。
到2011年為止，分區賽採用二二一的賽制。順位較高的隊伍在主場打第一、二戰；順位較低的球隊在主場打第三、四戰（如果有需要舉行的話）。如果有需要進行第五戰的話，會在有主場優勢隊伍的主場。
大聯盟在1984年、1997年的五戰三勝制的系列賽中採用二三制，2012年也將採用此賽制，意即擁有主場優勢的球隊先做客2場，再回自己的主場繼續打接下來的3場比賽（第四、五戰如果有需要進行的話）。
從2013年起，分區賽再度採用二二一的賽制。

## 常見的對戰組合
從美聯分區賽開始舉行以來，有些對戰組合碰面次數不止一次。
對戰五次的有：
- 明尼蘇達雙城對紐約洋基，洋基全勝

對戰四次的有：
- 波士頓紅襪對洛杉磯天使，2004年（安那罕天使）與2007年至2009年（連續3年間的洛杉磯安那罕天使）天使1勝、紅襪3勝
- 克里夫蘭守護者對紅襪，1995年、1998年、1999年、2016年（克里夫蘭印地安人），守護者3勝、紅襪1勝
- 克里夫蘭守護者對洋基，1997年、2007年、2017年（克里夫蘭印地安人）與2022年，雙方2勝2負

對戰三次的有：
- 德州遊騎兵與洋基，洋基全勝

有6個對戰組合出現過兩次，其中有3個是對上洋基，包括：
- 奧克蘭運動家，洋基全勝
- 洛杉磯天使，2002年（安那罕天使）與2005年（洛杉磯安那罕天使），天使全勝
- 底特律老虎，老虎全勝

其他對戰兩次的組合是：
- 運動家對雙城，雙方1勝1負
- 坦帕灣光芒對遊騎兵，遊騎兵全勝
- 運動家對老虎，老虎全勝
- 多倫多藍鳥對遊騎兵，藍鳥全勝

首次對戰的有：
- 紅襪對運動家，紅襪勝
- 紅襪對芝加哥白襪，白襪勝
- 光芒對白襪，光芒勝
- 洋基對巴爾的摩金鶯，洋基勝
- 紅襪對光芒，紅襪勝
- 皇家對洛杉磯天使（洛杉磯安那罕天使），皇家勝
- 老虎對金鶯，金鶯勝
- 皇家對太空人，皇家勝
- 紅襪對太空人，太空人勝
- 克里夫蘭守護者（克里夫蘭印地安人）對太空人，太空人勝
- 紅襪對洋基，紅襪勝
- 光芒對洋基，光芒勝
- 運動家對太空人，太空人勝
- 紅襪對光芒，紅襪勝
- 白襪對太空人，太空人勝
- 遊騎兵對金鶯，遊騎兵勝
- 雙城對太空人，太空人勝
- 皇家對洋基，洋基勝
- 老虎對守護者，守護者勝

有4個對戰組合出現過一次，其中有3個是對上西雅圖水手，包括：
- 洋基，1995年，洋基勝
- 金鶯，1997年，金鶯勝
- 白襪，2000年，水手勝
- 克里夫蘭守護者，2001年（克里夫蘭印地安人），水手勝

## 歷年美聯分區賽
| 年份   | 勝隊               | 敗隊               | 結果               |
| ------ | ------------------ | ------------------ | ------------------ |
| 1981年 | 紐約洋基           | 密爾瓦基釀酒人     | 3-2                |
| 1981年 | 奧克蘭運動家       | 堪薩斯市皇家       | 3-0                |
| 1994年 | 因為罷工所以停辦。 | 因為罷工所以停辦。 | 因為罷工所以停辦。 |
| 1995年 | 克里夫蘭印地安人   | 波士頓紅襪         | 3-0                |
| 1995年 | 西雅圖水手         | 紐約洋基†          | 3-2                |
| 1996年 | 紐約洋基           | 德州遊騎兵         | 3-1                |
| 1996年 | 巴爾的摩金鶯†      | 克里夫蘭印地安人   | 3-1                |
| 1997年 | 巴爾的摩金鶯       | 西雅圖水手         | 3-1                |
| 1997年 | 克里夫蘭印地安人   | 紐約洋基†          | 3-2                |
| 1998年 | 紐約洋基           | 德州遊騎兵         | 3-0                |
| 1998年 | 克里夫蘭印地安人   | 波士頓紅襪†        | 3-1                |
| 1999年 | 紐約洋基           | 德州遊騎兵         | 3-0                |
| 1999年 | 波士頓紅襪†        | 克里夫蘭印地安人   | 3-2                |
| 2000年 | 紐約洋基           | 奧克蘭運動家       | 3-2                |
| 2000年 | 西雅圖水手†        | 芝加哥白襪         | 3-0                |
| 2001年 | 西雅圖水手         | 克里夫蘭印地安人   | 3-2                |
| 2001年 | 紐約洋基           | 奧克蘭運動家†      | 3-2                |
| 2002年 | 明尼蘇達雙城       | 奧克蘭運動家       | 3-2                |
| 2002年 | 安那罕天使†        | 紐約洋基           | 3-1                |
| 2003年 | 紐約洋基           | 明尼蘇達雙城       | 3-1                |
| 2003年 | 波士頓紅襪†        | 奧克蘭運動家       | 3-2                |
| 2004年 | 紐約洋基           | 明尼蘇達雙城       | 3-1                |
| 2004年 | 波士頓紅襪†        | 洛杉磯安那罕天使   | 3-0                |
| 2005年 | 洛杉磯安那罕天使   | 紐約洋基           | 3-2                |
| 2005年 | 芝加哥白襪         | 波士頓紅襪†        | 3-0                |
| 2006年 | 奧克蘭運動家       | 明尼蘇達雙城       | 3-0                |
| 2006年 | 底特律老虎†        | 紐約洋基           | 3-1                |
| 2007年 | 波士頓紅襪         | 洛杉磯安那罕天使   | 3-0                |
| 2007年 | 克里夫蘭印地安人   | 紐約洋基†          | 3-1                |
| 2008年 | 坦帕灣光芒         | 芝加哥白襪         | 3-1                |
| 2008年 | 波士頓紅襪†        | 洛杉磯安那罕天使   | 3-1                |
| 2009年 | 紐約洋基           | 明尼蘇達雙城       | 3-0                |
| 2009年 | 洛杉磯安那罕天使   | 波士頓紅襪†        | 3-0                |
| 2010年 | 紐約洋基           | 明尼蘇達雙城       | 3-0                |
| 2010年 | 德州遊騎兵         | 坦帕灣光芒†        | 3-2                |
| 2011年 | 底特律老虎         | 紐約洋基           | 3-2                |
| 2011年 | 德州遊騎兵         | 坦帕灣光芒†        | 3-1                |
| 2012年 | 底特律老虎         | 奧克蘭運動家       | 3-2                |
| 2012年 | 紐約洋基           | 巴爾的摩金鶯†      | 3-2                |
| 2013年 | 底特律老虎         | 奧克蘭運動家       | 3-2                |
| 2013年 | 波士頓紅襪         | 坦帕灣光芒†        | 3-1                |
| 2014年 | 巴爾的摩金鶯       | 底特律老虎         | 3-0                |
| 2014年 | 堪薩斯市皇家†      | 洛杉磯安那罕天使   | 3-0                |
| 2015年 | 多倫多藍鳥         | 德州遊騎兵         | 3-2                |
| 2015年 | 堪薩斯市皇家       | 休士頓太空人†      | 3-2                |
| 2016年 | 克里夫蘭印地安人   | 波士頓紅襪         | 3-0                |
| 2016年 | 多倫多藍鳥†        | 德州遊騎兵         | 3-0                |
| 2017年 | 紐約洋基†          | 克里夫蘭印地安人   | 3-2                |
| 2017年 | 休士頓太空人       | 波士頓紅襪         | 3-1                |
| 2018年 | 波士頓紅襪         | 紐約洋基†          | 3-1                |
| 2018年 | 休士頓太空人       | 克里夫蘭印地安人   | 3-0                |
| 2019年 | 休士頓太空人       | 坦帕灣光芒†        | 3-0                |
| 2019年 | 紐約洋基           | 明尼蘇達雙城       | 3-2                |
| 2020年 | 坦帕灣光芒         | 紐約洋基†          | 3-2                |
| 2020年 | 休士頓太空人†      | 奧克蘭運動家       | 3-1                |
| 2021年 | 波士頓紅襪†        | 坦帕灣光芒         | 3-1                |
| 2021年 | 休士頓太空人       | 芝加哥白襪         | 3-1                |
| 2022年 | 休士頓太空人       | 西雅圖水手†        | 3-0                |
| 2022年 | 紐約洋基           | 克里夫蘭守護者     | 3-2                |
| 2023年 | 德州遊騎兵†        | 巴爾的摩金鶯       | 3-0                |
| 2023年 | 休士頓太空人       | 明尼蘇達雙城       | 3-1                |
| 2024年 | 紐約洋基           | 堪薩斯市皇家†      | 3-1                |
| 2024年 | 克里夫蘭守護者     | 底特律老虎†        | 3-2                |

†外卡（1995年之後）

## 外部連結
- http://www.baseball-reference.com/postseason/ （页面存档备份，存于）
- http://mlb.mlb.com/mlb/history/postseason/mlb_ds.jsp （页面存档备份，存于）